# .city
.city – internetowa domena najwyższego poziomu, przeznaczona dla serwisów związanych tematycznie z miastami, krajobrazami. Domena została zatwierdzona przez ICANN 29 maja 2014 roku. Dodana do serwerów głównych w czerwcu 2014 roku.